# Tetsubin

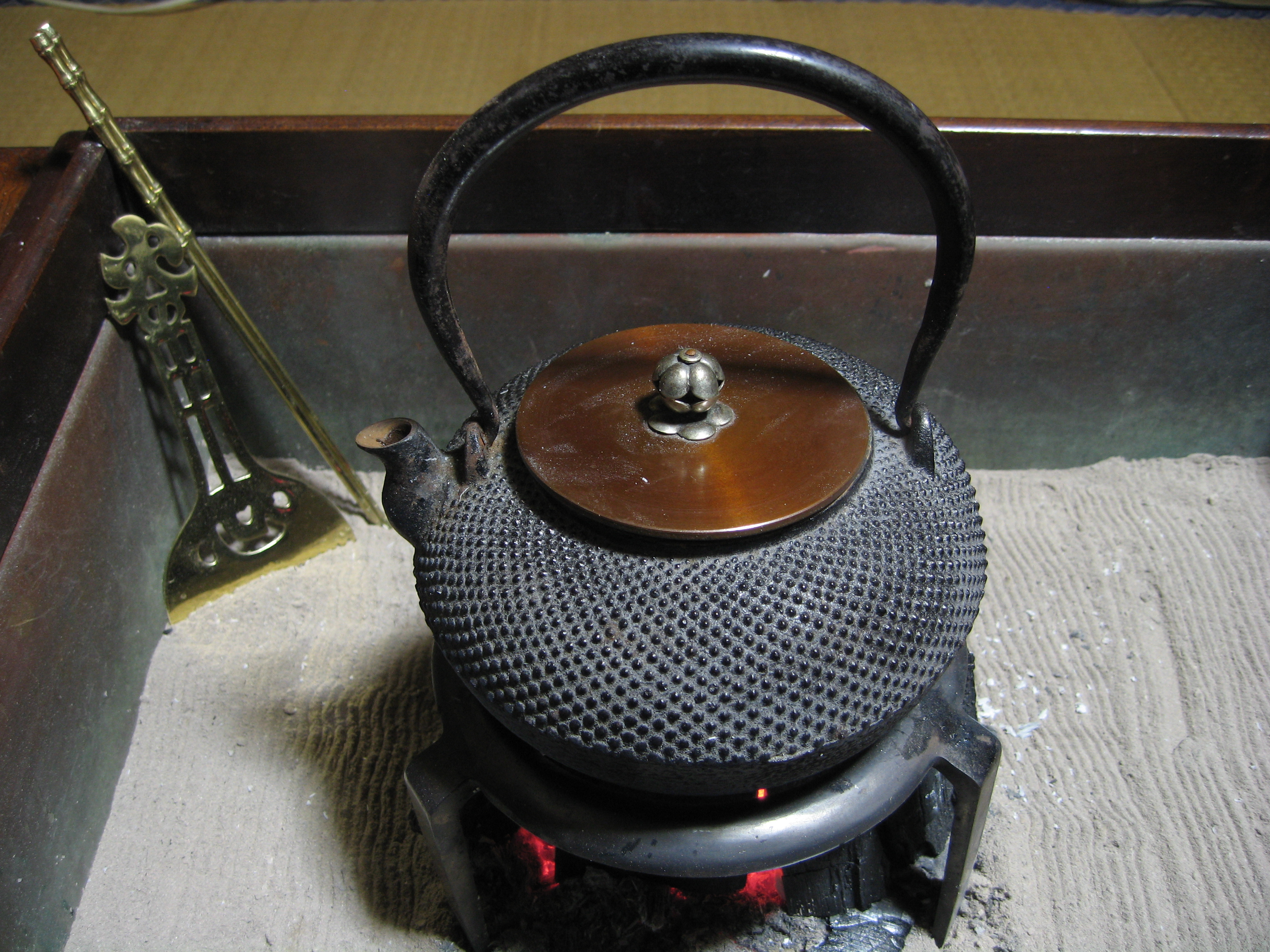
Tetsubin auf einem jap. Kohlegrill (Hibachi)

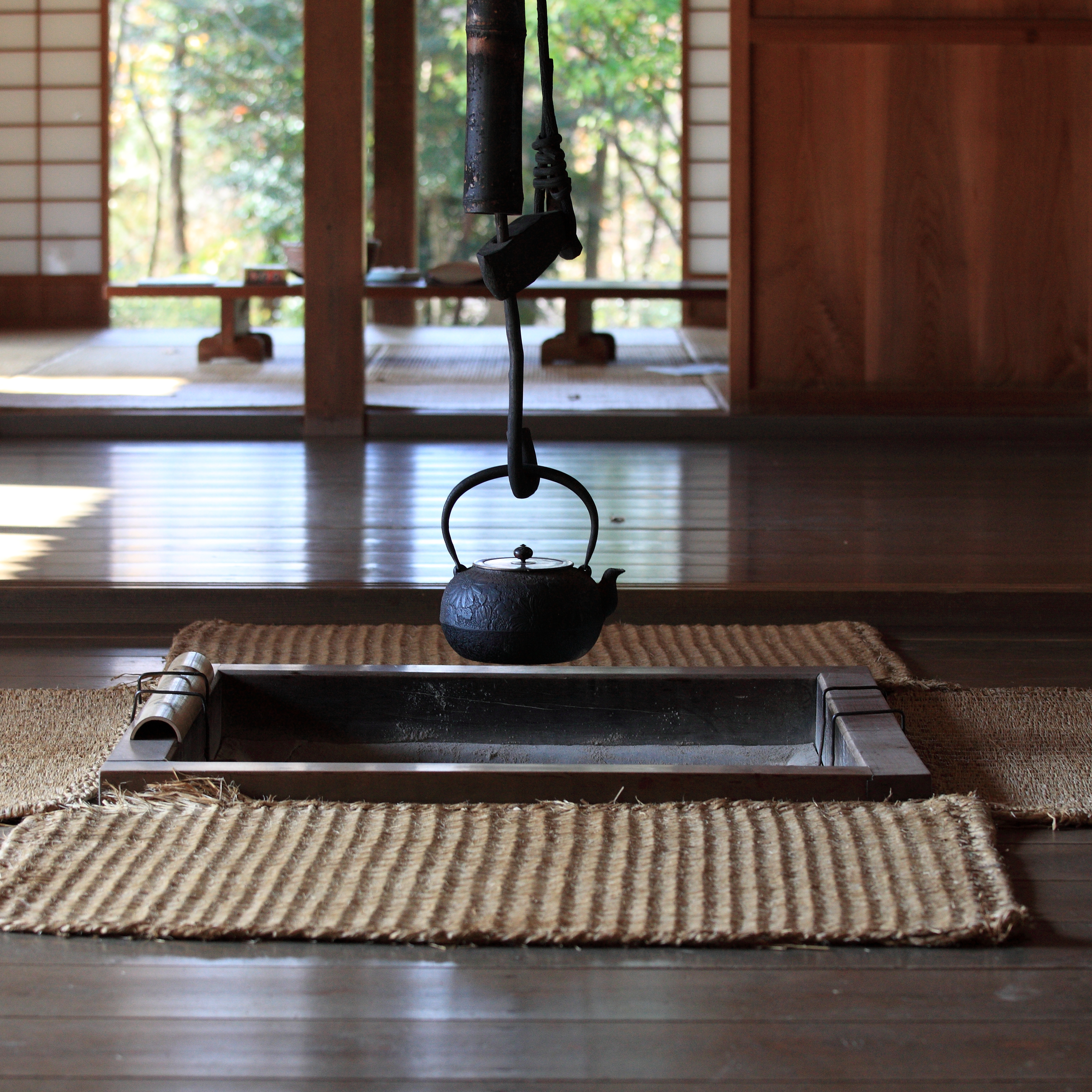
Ein Tetsubin über einem Irori-Herd eines traditionellen jap. Bauernhauses im Boso-no-Mura-Museum

Ein Tetsubin (鉄瓶) ist ein japanischer Wasserkocher aus Gusseisen mit einem Deckel, einem Henkel und ggf. einem Sieb. Dieser wird zum Kochen von heißem Wasser und zur Zubereitung von Tee verwendet.

## Funktion
Ein Tetsubin wird traditionell über dem Holzkohlefeuer erhitzt, in der Kunst der japanischen Teezeremonie werden dafür spezielle tragbare Untersetzer verwendet, z. B. der „Binkake“ (瓶掛) oder ein „Hibachi“. Ein Tetsubin ist auf der Außenseite oft aufwendig mit einem Relief bzw. Mustern verziert, diese können in der Größe und in den Formen sehr unterschiedlich ausfallen. Auf der Innenseite sind Tetsubine traditionell unbeschichtet und somit bei falschem Umgang gegen Rost anfällig. Ein kleiner Tetsubin kann etwa 0,5 Liter Wasser fassen, größere fassen bis zu 5 Liter.
Mittlerweile ist eine andere häufig anzutreffende Variante der innen unbeschichteten Teekanne, die emaillierte Tetsubin Kyushu, welche äußerlich einer Tetsubin ähnelt. Diese Art von Teekanne ist innen mit Emaille glasiert, um sie für die Zubereitung von Tee praktischer zu machen. Sie kann jedoch nicht zum Erhitzen von Wasser verwendet werden, da dies die Emaillebeschichtung beschädigen würde. Durch die unterschiedliche Ausdehnung der Materialien können dann Risse entstehen. In westlichen Regionen werden diese Teekannen allgemein als Tetsubin bezeichnet, obwohl die Japaner sie „Tetsu kyūsu“ nennen. (鉄急須), oder eiserne Teekanne, um sie von reinen Wasserkocher zu unterscheiden.
Die japanischen Regionen der Präfektur Iwate und der Präfektur Yamagata sind vor allem für die Herstellung von einem Tetsubin und Teewaren aus Gusseisen bekannt.

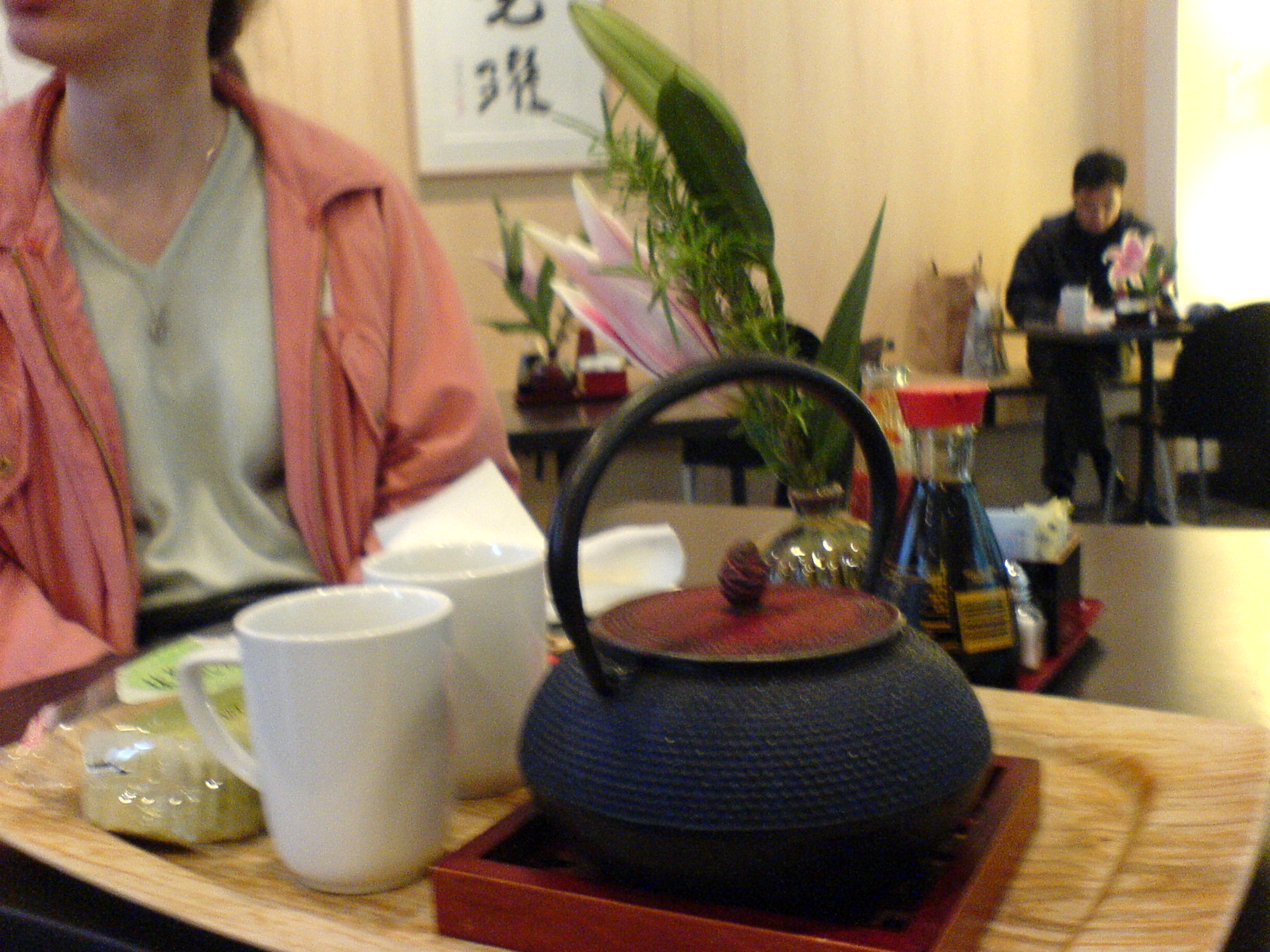
Moderner Tetsubin im Café des Asian Art Museum in San Francisco

## Geschichte
Der historische Ursprung eines Tetsubin ist nicht ganz geklärt, allerdings wird in einer japanischen Quelle erwähnt, dass sich der Tetsubin wahrscheinlich aus einer älteren Kanne namens Tedorigama entwickelte.  In der Zeit von Sen no Rikyū (1522–91) gab es einige Entwicklungen in der japanischen Teezeremonie, der „Chanoyu“. Dabei konzentrierte man sich mehr auf die Verfahren und die Philosophie. Details und Gegenstände waren wichtig, um eine Atmosphäre des „inneren Friedens“ zu schaffen. Weitere Hypothesen besagen, dass die Popularität des Tetsubins auch durch Sencha, eine Form grünen Tees, wuchs.  China führte um die Mitte des 17. Jahrhunderts den Sencha in Japan ein. Sencha hatte anfangs noch nicht so ein Ansehen wie Matcha, der damals übliche Grüntee in Pulverform. Während des gesamten 18. Jahrhunderts begannen die Menschen, Sencha im gesellschaftlichen Rahmen zu trinken und teilten z. B. eine Tasse Tee mit Freunden oder der Familie. Da immer mehr Menschen Sencha tranken, wuchs die Beliebtheit des Tetsubin. Im 18. Jahrhundert wurden Tetsubine dann zu einem Standardhaushaltsgerät zur Erwärmung von Wasser und für die Teezubereitung. Diese hatten damals höchstwahrscheinlich kein originelles Design, sondern hatten ihr Vorbild eher bei anderen Teekesseln.  Die fünf engsten Verwandten des Tetsubin sind der Tedorikama, der Toyama, der Mizusosogi, der Dobin und der Yakkan. Von allen ist der Yakkan am nächsten mit dem Tetsubin verwandt. Der Hauptunterschied besteht darin, dass der Yakkan aus Kupfer, der Tetsubin jedoch traditionell aus Eisen hergestellt wird. Dass der Tetsubin aus dem Yakkan hervorging, lag möglicherweise daran, dass Teetrinker den Geschmack von Wasser aus einem Eisenkessel, dem eines Kupferkessels vorzogen. Während des 19. Jahrhunderts wurde der Aufguss von Tee populärer und der Tetsubin in erster Linie auch ein Statussymbol und weniger als funktioneller Küchenartikel betrachtet. Mit der zunehmenden Verwendung dieser Wasserkocher nahm auch ihre aufwendigere Gestaltung zu. Im 19. Jahrhundert gingen die Tetsubin-Designs von einfachen Eisenkesseln zu kunstvoll gravierten Meisterwerken über.